# Sul e Sudoeste de Minas
Sul e Sudoeste de Minas è una mesoregione del Minas Gerais in Brasile.

## Microregioni
È suddivisa in 10 microregioni:
- Alfenas
- Andrelândia
- Itajubá
- Passos
- Poços de Caldas
- Pouso Alegre
- Santa Rita do Sapucaí
- São Lourenço
- São Sebastião do Paraíso
- Varginha